# Breydin
Breydin est une commune de l'arrondissement de Barnim, dans le Land de Brandebourg, en Allemagne.